# Hesseplaats (sneltramhalte)
Hesseplaats is een sneltramhalte van de Rotterdamse metro in de wijk Ommoord. De halte werd geopend op 19 april 1984 en wordt bediend door metrolijn B, die ter plaatse een sneltramlijn is. Halte Hesseplaats bestaat uit twee eenvoudig ingerichte perrons van zo'n 120 meter, wat opvallend is voor een sneltramhalte (de rest is namelijk maar zo'n 90 meter), op maaiveldniveau. Aan beide kanten is een overweg. De halte ligt naast het winkelcentrum op de Hesseplaats, waar iedere woensdag een wijkmarkt wordt gehouden op een parkeerplaats. Op ongeveer 50 meter afstand is ook een bushalte waar men kan opstappen op stadsbuslijn 35 richting Melanchthonweg of station Rotterdam Alexander.
De metro's die hier komen hebben als eindbestemming Steendijkpolder/Hoek van Holland Strand en Nesselande. De laatste metro's rijden niet verder dan Alexander (richting Hoek van Holland).
In 2005 werd de halte gemoderniseerd en kreeg het de nieuwe huisstijl die op alle metrostations van de RET te zien is.
De halte is niet voorzien van tourniquets.

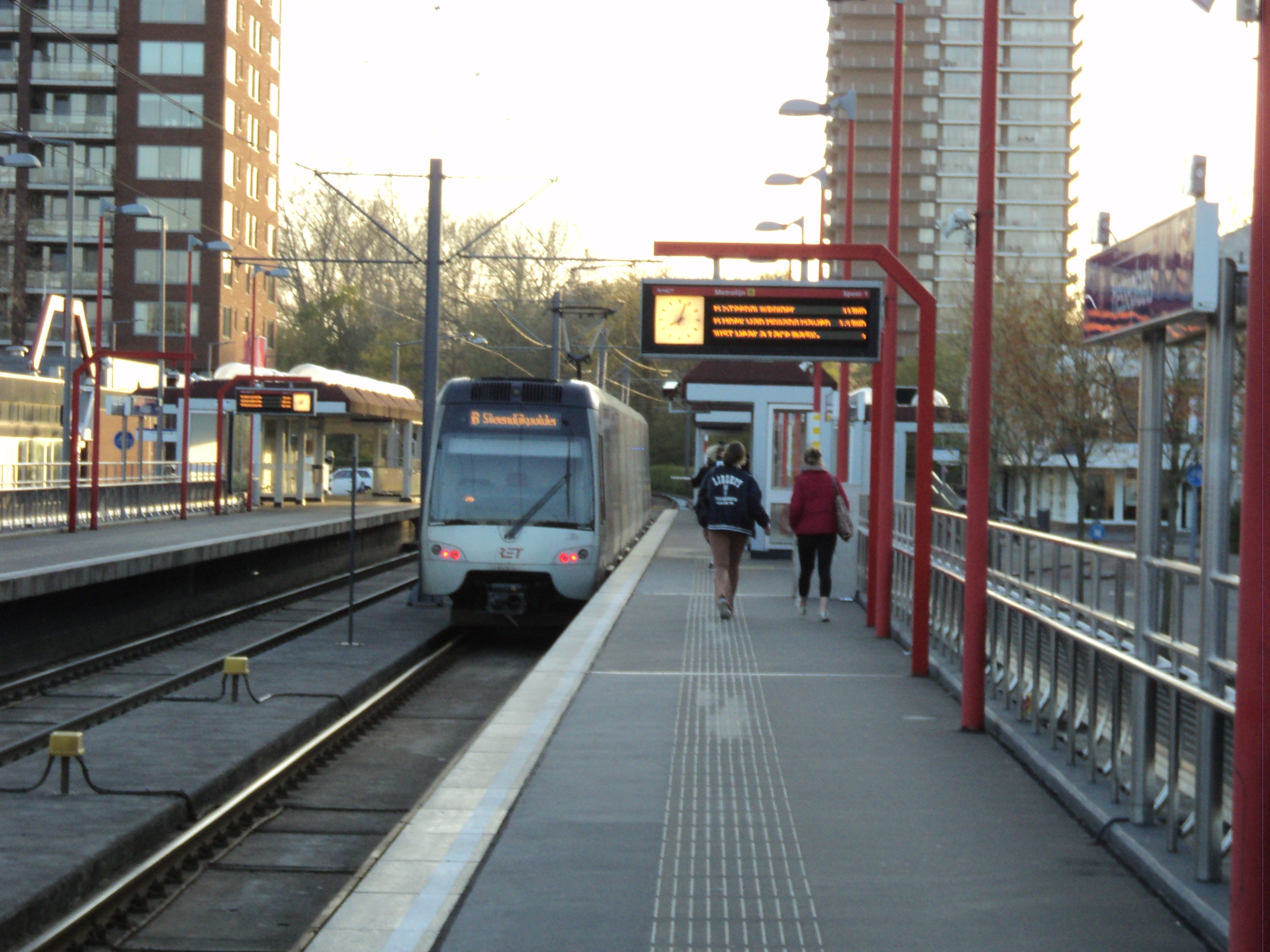
De andere kant van het station richting het winkelcentrum.
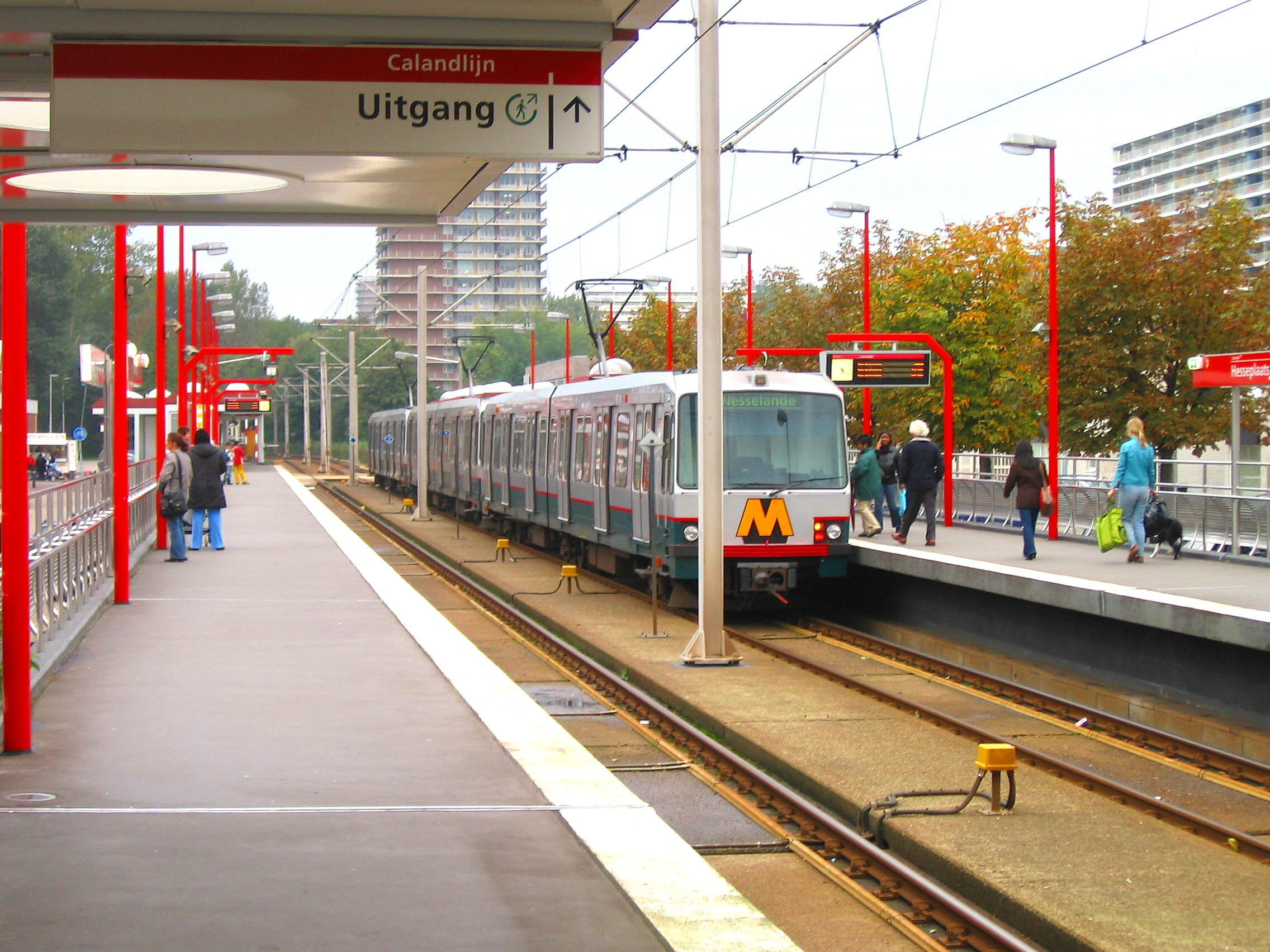
Halte Hesseplaats voor de modernisering.

Nesselande · De Tochten · Ambachtsland · Nieuw Verlaat · Hesseplaats · Graskruid · Alexander  · Oosterflank · Prinsenlaan · Schenkel · Capelsebrug · Kralingse Zoom · Voorschoterlaan · Gerdesiaweg · Oostplein · Blaak  · Beurs · Eendrachtsplein · Dijkzigt · Coolhaven · Delfshaven · Marconiplein · Schiedam Centrum  · Schiedam Nieuwland · Vlaardingen Oost · Vlaardingen Centrum · Vlaardingen West · Maassluis Centrum · Maassluis West · Steendijkpolder · Hoek van Holland Haven · Hoek van Holland Strand